# Herrarnas lagtävling i sabel vid olympiska sommarspelen 2000
Herrarnas lagtävling i sabel-tävling i de olympiska fäktningstävlingarna 2000 i Sydney avgjordes den 24 september 2000.

## Medaljörer
| Event      | Guld                                                         | Silver                                                              | Brons                                                 |
| Sabel, lag | Ryssland Sergej Sjarikov Aleksej Frosin Stanislav Pozdnjakov | Frankrike Mathieu Gourdain Julien Pillet Cedric Seguin Damien Touya | Tyskland Dennis Bauer Wiradech Kothny Alexander Weber |

## Resultat

### Huvudturnering
| Åttondelsfinaler                                                         | Åttondelsfinaler |  |                                                              | Kvartsfinaler                                                    | Kvartsfinaler |  |  | Semifinaler                                                  | Semifinaler |  |                                                       | Final                                                        | Final |
|                                                                          |                  |  |                                                              |                                                                  |               |  |  |                                                              |             |  |                                                       |                                                              |       |
| Rumänien Mihai Covaliu Florin Lupeică Victor Gaureanu                    | -                |  |                                                              |                                                                  |               |  |  |                                                              |             |  |                                                       |                                                              |       |
| Bye                                                                      | -                |  |                                                              | Rumänien Mihai Covaliu Florin Lupeică Victor Gaureanu            | 45            |  |  |                                                              |             |  |                                                       |                                                              |       |
| Polen Rafał Sznajder Norbert Jaskot Marcin Sobala                        | 45               |  | Polen Rafał Sznajder Norbert Jaskot Marcin Sobala            | 26                                                               |               |  |  |                                                              |             |  |                                                       |                                                              |       |
| Spanien Jorge Pina Antonio García Fernando Medina                        | 33               |  |                                                              |                                                                  |               |  |  | Rumänien Mihai Covaliu Florin Lupeică Victor Gaureanu        | 28          |  |                                                       |                                                              |       |
| Ungern Zsolt Nemcsik Csaba Köves Domonkos Ferjancsik Péter Takács        | -                |  |                                                              |                                                                  |               |  |  | Ryssland Sergej Sjarikov Stanislav Pozdnjakov Aleksej Frosin | 45          |  |                                                       |                                                              |       |
| Bye                                                                      | -                |  |                                                              | Ungern Zsolt Nemcsik Csaba Köves Domonkos Ferjancsik             | 39            |  |  |                                                              |             |  |                                                       |                                                              |       |
| Bye                                                                      | -                |  | Ryssland Sergej Sjarikov Stanislav Pozdnjakov Aleksej Frosin | 45                                                               |               |  |  |                                                              |             |  |                                                       |                                                              |       |
| Ryssland Sergej Sjarikov Stanislav Pozdnjakov Aleksej Frosin             | -                |  |                                                              |                                                                  |               |  |  |                                                              |             |  |                                                       | Ryssland Sergej Sjarikov Stanislav Pozdnjakov Aleksej Frosin | 45    |
| Tyskland Dennis Bauer Alexander Weber Wiradech Kothny                    | -                |  |                                                              |                                                                  |               |  |  |                                                              |             |  |                                                       | Frankrike Mathieu Gourdain Damien Touya Julien Pillet        | 32    |
| Bye                                                                      | -                |  |                                                              | Tyskland Dennis Bauer Alexander Weber Wiradech Kothny            | 45            |  |  |                                                              |             |  |                                                       |                                                              |       |
| Bye                                                                      | -                |  | Italien Tonhi Terenzi Luigi Tarantino Raffaelo Caserta       | 42                                                               |               |  |  |                                                              |             |  |                                                       |                                                              |       |
| Italien Tonhi Terenzi Luigi Tarantino Raffaelo Caserta Gianpiero Pastore | -                |  |                                                              |                                                                  |               |  |  | Tyskland Dennis Bauer Alexander Weber Wiradech Kothny        | 44          |  | Tredje plats                                          | Tredje plats                                                 |       |
| Ukraina Vadjm Huttsait Volodjmjr Lukasjenko Volodjmjr Kaliuzjnij         | -                |  |                                                              |                                                                  |               |  |  | Frankrike Mathieu Gourdain Damien Touya Julien Pillet        | 45          |  |                                                       |                                                              |       |
| Bye                                                                      | -                |  |                                                              | Ukraina Vadjm Huttsait Volodjmjr Lukasjenko Volodjmjr Kaliuzjnij | 31            |  |  |                                                              |             |  | Tyskland Dennis Bauer Alexander Weber Wiradech Kothny | 45                                                           |       |
| Bye                                                                      | -                |  | Frankrike Mathieu Gourdain Damien Touya Julien Pillet        | 45                                                               |               |  |  |                                                              |             |  | Rumänien Mihai Covaliu Florin Lupeică Victor Gaureanu | 27                                                           |       |
| Frankrike Mathieu Gourdain Damien Touya Julien Pillet Cédric Séguin      | -                |  |                                                              |                                                                  |               |  |  |                                                              |             |  |                                                       |                                                              |       |